# Pedro Adams Filho
Pedro Adams Filho (Rio Grande do Sul, 13 de abril de 1870 — 1935) foi um industrial brasileiro e um dos pioneiros do setor coureiro-calçadista no Rio Grande do Sul.

## Biografia
Filho de Johann Peter Adams e Maria Angelina Loeblein, foi o primeiro de sete irmãos. Teve somente três meses de escolaridade formal, com uma professora particular em Santa Clara. Quando tinha por volta de 16 anos a família mudou-se para Dois Irmãos e aos 18 anos iniciou seus trabalhos como aprendiz de seleiro com Jacob Bossle, dono de uma selaria e uma sapataria em Taquara. Logo depois volta a Dois Irmãos onde trabalhou num curtume e numa correaria. Passado pouco tempo, em 1888, estabelece seu próprio negócio como sapateiro e seleiro. Produzia arreios, selas, botinas, tamancos, chinelos, solas e sapatos. Na época com 12 empregados, Pedro Adams, embrenhava-se pelas picadas da colônia para vender seus produtos ao maior número de pessoas possível.
Casou em 1891 com Rosa Saenger, com quem teve 6 filhos.
Com a chegada da linha de trem de Porto Alegre a Novo Hamburgo em 1898, mudou-se para lá, percebendo as oportunidades geradas pelo aprimoramento da rede de distribuição.
Em 1901 resolveu associar-se a José Frederico Gerhardt e instalar uma fábrica de calçados em moldes mais modernos, com um maior número de máquinas e funcionários (mais de 100): a Fábrica de Calçados Sul Rio-Grandense. Aproveitou para contratar seu irmão Alberto para gerente técnico, e dedicou-se integralmente às questões administrativas. Apenas três anos depois de iniciada a empresa, José Frederico Gerhardt retirou-se da sociedade satisfeito com seu capital e lucro, tendo a fábrica passado a chamar-se Pedro Adams Filho & Cia. Ltda.
Foi corresponsável pela fundação do Esporte Clube Novo Hamburgo, fundado em uma festa que o empresário ofereceu a seus funcionários em comemoração ao dia do trabalho, em 1911.
Foi presidente da Sociedade Ginástica de Novo Hamburgo de 1910 a 1911 e fundador do Jockey Club de São Leopoldo por volta de 1912. No mesmo ano era agente do Banco da Província na cidade o que lhe facilitou a obtenção de créditos para suas empresas.
Preocupado com a modernidade de sua fábrica importou máquinas da Alemanha e Estados Unidos, também trouxe técnicos para operá-las do Uruguai e da Itália. Estes técnicos, Salvador Ingletto, Nicolas Daile e Paulo Triebses, transformaram sua fábrica numa verdadeira escola, da qual saíram várias outras fábricas do Vale do Sinos.
Em 1917 fundou o Curtume Hamburguez, na mesma rua de sua fábrica, aumentando seus negócios.
Nos anos da década de 1920 sua fábrica produzia mais de 700 modelos de calçados diferentes e sua produção diária era de 2 000 pares de calçados, sendo 1 500 sandálias e 500 sapatos masculinos.
Auxiliou de maneira indireta a Novo Hamburgo tornar-se um polo do calçado feminino, pois quando um de seus empregados saía da empresa para abrir um negócio próprio, procurava não competir com o antigo patrão, optando pela produção de calçados femininos, já que, muitas vezes, Pedro Adams Filho ajudava financeiramente essa nova fábrica.
Em 1924 faleceu sua primeira esposa, dois anos depois casa-se com Olga Maria Kroeff que residia em Porto Alegre. Mudou-se para lá, tendo com ela 3 outros filhos.
Foi representante do Partido Republicano Riograndense na cidade de Novo Hamburgo, desde 1917, tendo sido durante dez anos conselheiro municipal representando o distrito de Hamburger Berg na Câmara de São Leopoldo. Junto com Jacob Kroeff e Leopoldo Petry foi um dos líderes do movimento que emancipou Novo Hamburgo de São Leopoldo em 1927.
Fundou em 1927 a Energia Elétrica Hamburguêsa Ltda. para fornecer energia elétrica à cidade e garantir também o abastecimento da sua indústria.
Em 1929 fundou a Caixa Rural União Popular de Novo Hamburgo, com sede em sua empresa, sendo o primeiro diretor, tendo como auxiliares Oscar Adams, seu filho, e Alonso Bernd. A Caixa fornecia crédito rural e também financiamentos pessoais e para construção de moradias. Foi um dos criadores da Associação Comercial e Industrial de Novo Hamburgo.
Em 4 de abril de 1930 sua empresa foi alvo da primeira greve de Novo Hamburgo, motivada pelo desconto proposto pela empresa de 10% nos salários por conta da crise econômica pela qual estava passando a economia nacional. A manifestação foi tratada como caso de polícia, conforme prática da época.
Por sofrer de asma passava temporadas no clima mais ameno do Rio de Janeiro. Em 1933 sua saúde piorou drasticamente, sofrendo de insuficiência cardíaca. Foi obrigado a se afastar dos negócios definitivamente e faleceu em casa dois anos depois.